# Виктор III
Папа Виктор III е римски папа в периода от 24 май 1086 г. до 16 септември 1087 г. Рожденото му име е Дезидерио Епифани (на италиански: Dauferio (или Desiderio) Epifani)).